# Reynolds, Illinois
Reynolds är en ort i Rock Island County i delstaten Illinois, USA.